# Johann Mattheson

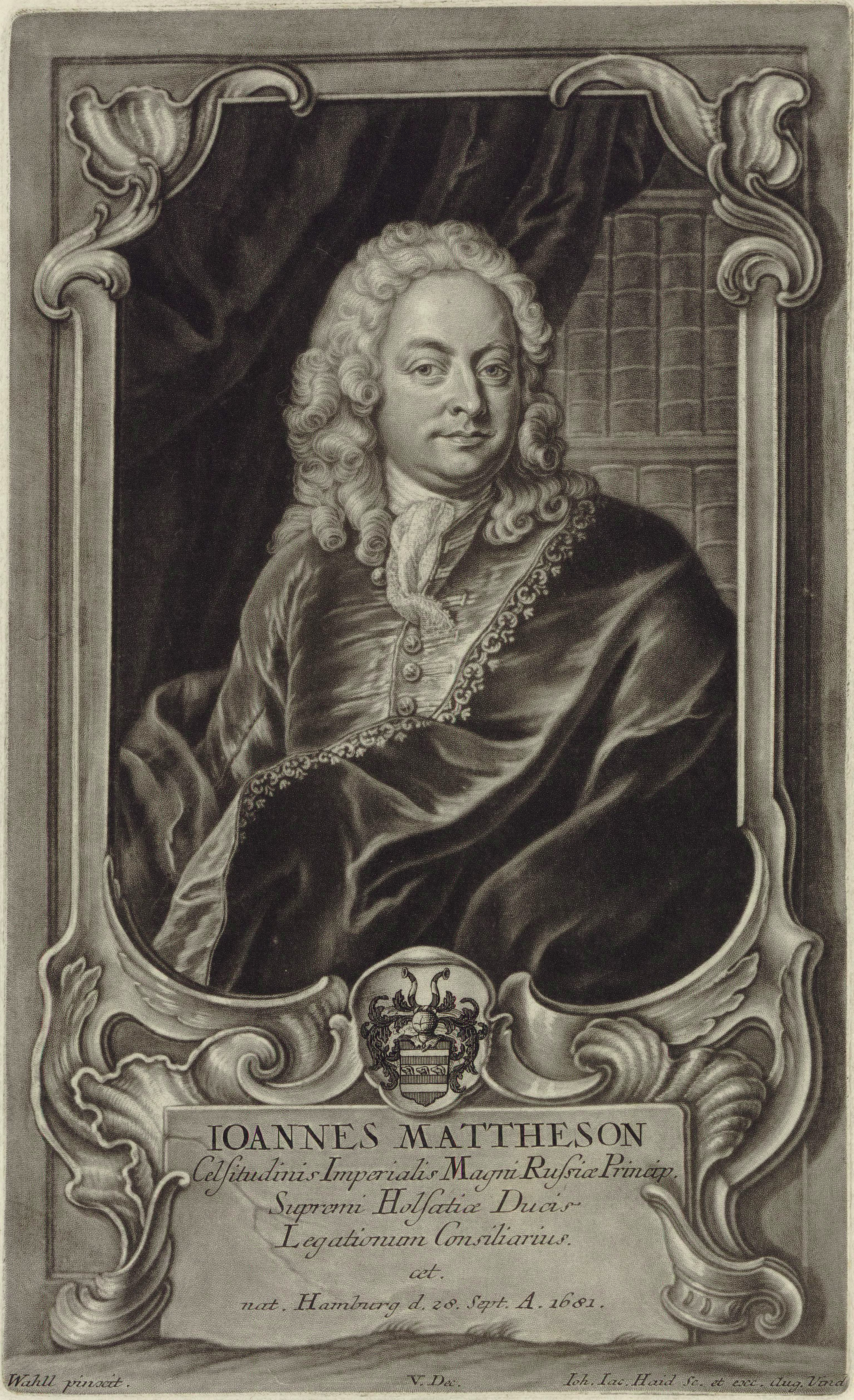
Johann Mattheson in una incisione del 1746

Johann Mattheson (Amburgo, 28 settembre 1681 – Amburgo, 17 aprile 1764) è stato un compositore tedesco, nonché scrittore, cantante, lessicografo, diplomatico e teorico musicale.

## Biografia
Figlio di un esattore delle tasse, Mattheson ricevette un'educazione di carattere liberale e prese lezioni di musica studiando clavicembalo, violino, composizione musicale, e canto. All'età di nove anni cantava e suonava l'organo in chiesa ed era membro del coro dell'Oper am Gänsemarkt di Amburgo, dove debuttò come solista nel 1696 in un ruolo femminile, e, dopo che la sua voce cambiò registro, cantò come tenore e compose opere. Qui, nel 1704, fu rappresentata la sua prima opera Die betrogene Staats-Liebe/ oder Die unglückselige Cleopatra, Königin von Egypten e, nel 1705, Mattheson interpretò il personaggio di Fernando nella prima assoluta dell'Almira di Händel. Fu in seguito cantore presso la cattedrale di Amburgo dal 1718 fino a quando la sordità lo obbligò a lasciare il posto.
Durante il soggiorno di Georg Friedrich Händel ad Amburgo, Mattheson divenne suo intimo amico, nonostante lo avesse pressoché ucciso nel corso di una lite avvenuta durante una rappresentazione dell'opera lirica Cleopatra dello stesso Mattheson nel 1704. Handel si salvò grazie ad un grosso bottone di metallo che parò il colpo di spada che Mattheson gli aveva tirato. I due comunque si riconciliarono dopo questo evento e rimasero in corrispondenza per tutta la vita: poco dopo la morte dell'amico, Mattheson vorrà addirittura curare egli stesso la traduzione in tedesco della biografia händeliana di John Mainwaring (1735–1807) e farla pubblicare ad Amburgo, a sue spese ("auf Kosten des Übersetzers"), nel 1761.
Dal 1706 la sua occupazione principale fu quella di diplomatico. Egli aveva studiato l'inglese e lo sapeva parlare fluentemente. Divenne così tutore del figlio dell'ambasciatore inglese Sir John Wich e quindi segretario dell'ambasciatore. Viaggiò all'estero in missioni in cui rappresentò l'ambasciatore. Nel 1709 sposò una inglese.
Mattheson è famoso principalmente per essere stato un teorico musicale. Egli scrisse trattati sulla pratica esecutiva della musica barocca tedesca, come Der vollkommene Capellmeister, pubblicato nel 1739.
La maggior parte delle sue composizioni riguardano la musica vocale che comprende 8 opere e numerosi oratori e cantate. Egli scrisse anche alcune sonate e musica per strumenti a tastiera. Tutte le sue opere, ad eccezione di un'opera lirica, un oratorio e di alcune pagine di musica strumentale, furono trafugate come bottino di guerra durante la seconda guerra mondiale. Il materiale venne poi donato alla città di Amburgo dal governo armeno nel 1998. I manoscritti sono ora custoditi alla Staats- and Universitätsbibliothek Hamburg.
Dopo la sua morte avvenuta nel 1764, Johann Mattheson venne tumulato nella Chiesa di San Michele ad Amburgo e la sua tomba è visitabile ancora oggi.